# Blåögd maki
Blåögd maki (Eulemur flavifrons) är en primat i familjen lemurer som förekommer på nordvästra Madagaskar. Ibland listas den som underart till mormaki (Eulemur macaco).

## Utseende
Denna lemur blir 39 till 45 cm lång (huvud och bål), har en 51 till 65 cm lång svans och väger 1,8 till 1,9 kg. Hos honor förekommer på ovansidan en rödbrun till rödgrå päls och undersidan är täckt av ljusgrå till krämfärgad päls. De har en gråaktig nos och en kraftigare rödbrun krona på hjässan (inte hos alla honor). Deras händer och fötter har en mörkgrå färg. Däremot har hannar nästan på hela kroppen en svart päls. Även hos hannar förekommer ofta en krona på huvudet. Arten saknar i motsats till mormaki (Eulemur macaco) tofsar på öronen. I regionen där arternas revir överlappar varandra existerar hybrider. Det svenska trivialnamnet syftar på att ögonens regnbågshinna är blå.

## Utbredning och habitat
Arten vistas i låglandet och i bergstrakter upp till 1200 meter över havet. Habitatet utgörs främst av fuktiga skogar.

## Ekologi
Blåögd maki äter främst frukter och blad från olika växter. Dessutom har den blommor, svampar och några insekter som föda. Individerna är oftast aktiva under skymningen och gryningen men letar även under andra tider efter föda. Under mörka nätter vilar arten vanligen. En flock har allmänt 4 till 11 medlemmar. Primatens aktivitet minskar inte under kallare årstider.

## Status
Denna primat hotas främst av svedjebruk, av skogsbruk och av gruvetablering. Dessutom jagas arten med fällor för köttets skull och ungdjur fångas för att hålla de som sällskapsdjur. IUCN uppskattar att beståndet minskade med 80 procent under de senaste 24 åren (räknad från 2014) och listar arten som akut hotad (CR). Vissa delar av utbredningsområdet är deklarerade som nationalpark eller annan skyddszon.